# B. V. Raman
Bangalore Venkata Raman (8 de agosto de 1912 – 20 de dezembro de 1998) foi um astrólogo védico indiano da Índia Moderna, autor de vários livros e artigos do tema. Ele tornou a astrologia védica conhecida por todo o mundo e dentro da própria índia, com a ajuda de seus filhos Niranjan Babu e Sachidananda Babu, ele também fundou a Raman & Rajeswari Research Foundation para promover o conhecimento da jyotisha e vastu shastra no mundo. Após sua morte, ele foi homenageado como patrono-fundador da Academia Brasileira de Astrologia Védica e diversos outros institutos nas Américas.

## Carreira
Raman reiniciou a The Astrological Magazine em 1936, revista de seu avô, o qual permaneceu sendo seu editor até os 62 anos de idade. Depois de sua morte, a revista foi levada adiante pelo seu filho, Niranjan Babu Bangalore, e sua filha, Gayatri Devi Vasudev, Hoje em dia a revista acontece no formato digital com o nome de The Astrological eMagazine, onde seus netos ainda republicam. Em 1968, a Akhila Bharateeya Samskrita Sammelana o premiou como Licenciado em Letras, e depois a Kumaon University (U.P.) como Doutor em Letras Honorário. Raman fundou a Indian Council Of Astrological Sciences em 1984 para relugar o estudo e prática da astrologia védica no país em Bangalore, Madras, Delhi, Kanpur, Trivandrum, Patna, e outras cidades. 
Em Outubro de 1992, Raman fez uma visita aos EUA no Primeiro Simpósio Internacional de Astrologia Védica na Dominican College em San Rafael, California, motivado pela ideia de criar um corpo nacional para organizar o estudo da astrologia védica na América. O instituto americano The American Council of Vedic Astrology foi fundado por um grupo de americanos guiados por Raman. David Frawley, presidente do concílio até 2003, o menciona como sua inspiração e guia. Raman foi também patrono fundador da British Association of Vedic Astrology em 1998 e homenageado como patrono-fundador da Academia Brasileira de Astrologia Védica em 2017.

## Livros
Lista de livros de astrologia escritos por B.V. Raman:
| Planetary Influences on Human Affairs                         |
| A Manual Of Hindu Astrology                                   |
| Three Hundred Important Combinations                          |
| How to Judge A Horoscope (in 2 volumes)                       |
| Hindu Predictive Astrology                                    |
| Astrology for Beginners                                       |
| Graha and Bhava Balas                                         |
| Prasna Tantra (Horary Astrology)-translated by B.V. Raman     |
| Ashtakavarga System of Prediction                             |
| Hindu Astrology and the West                                  |
| Astrology in Predicting Weather and Earthquakes               |
| My Experiences in Astrology                                   |
| Varshaphal or the Hindu Progressed Horoscope                  |
| Bhavartha Ratnakara                                           |
| A Catechism of Astrology                                      |
| Muhurtha (Electional Astrology)                               |
| Notable Horoscopes                                            |
| Studies in Jaimini Astrology                                  |
| Prasna Marga (in 2 volumes)-a translation on Horary Astrology |